# La Maná
La Maná è una parrocchia urbana dell'Ecuador, capoluogo dell'omonimo cantone, nella provincia del Cotopaxi.